# Palisades (Californië)

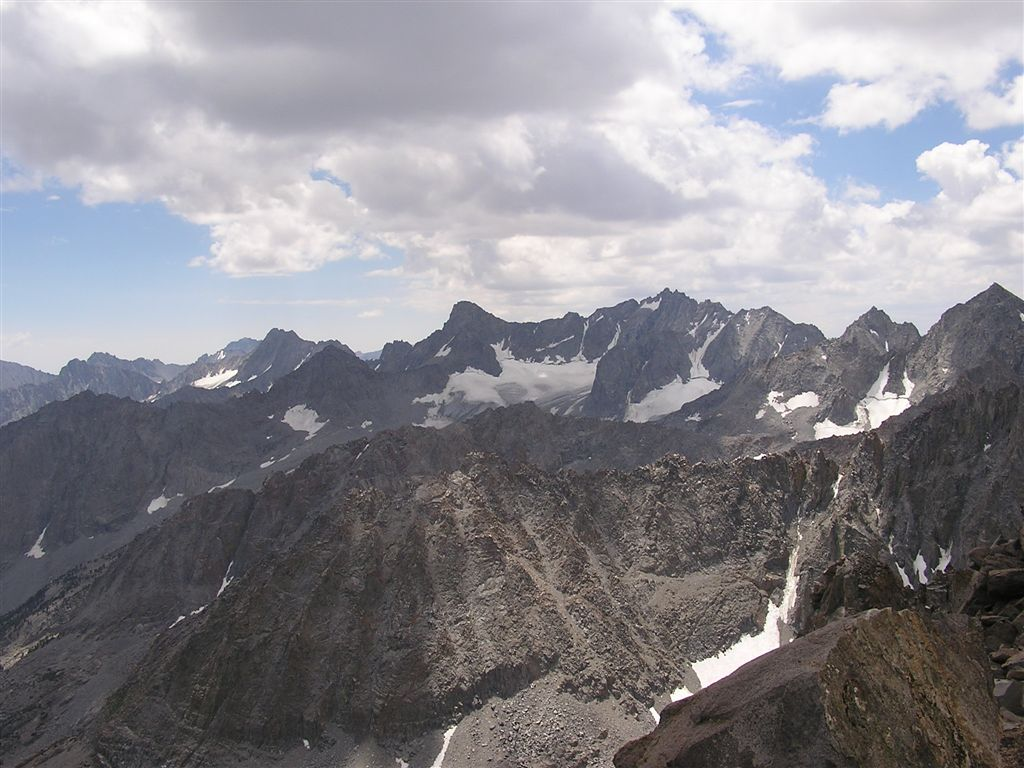
De toppen van de Palisades, gezien vanuit het noorden.

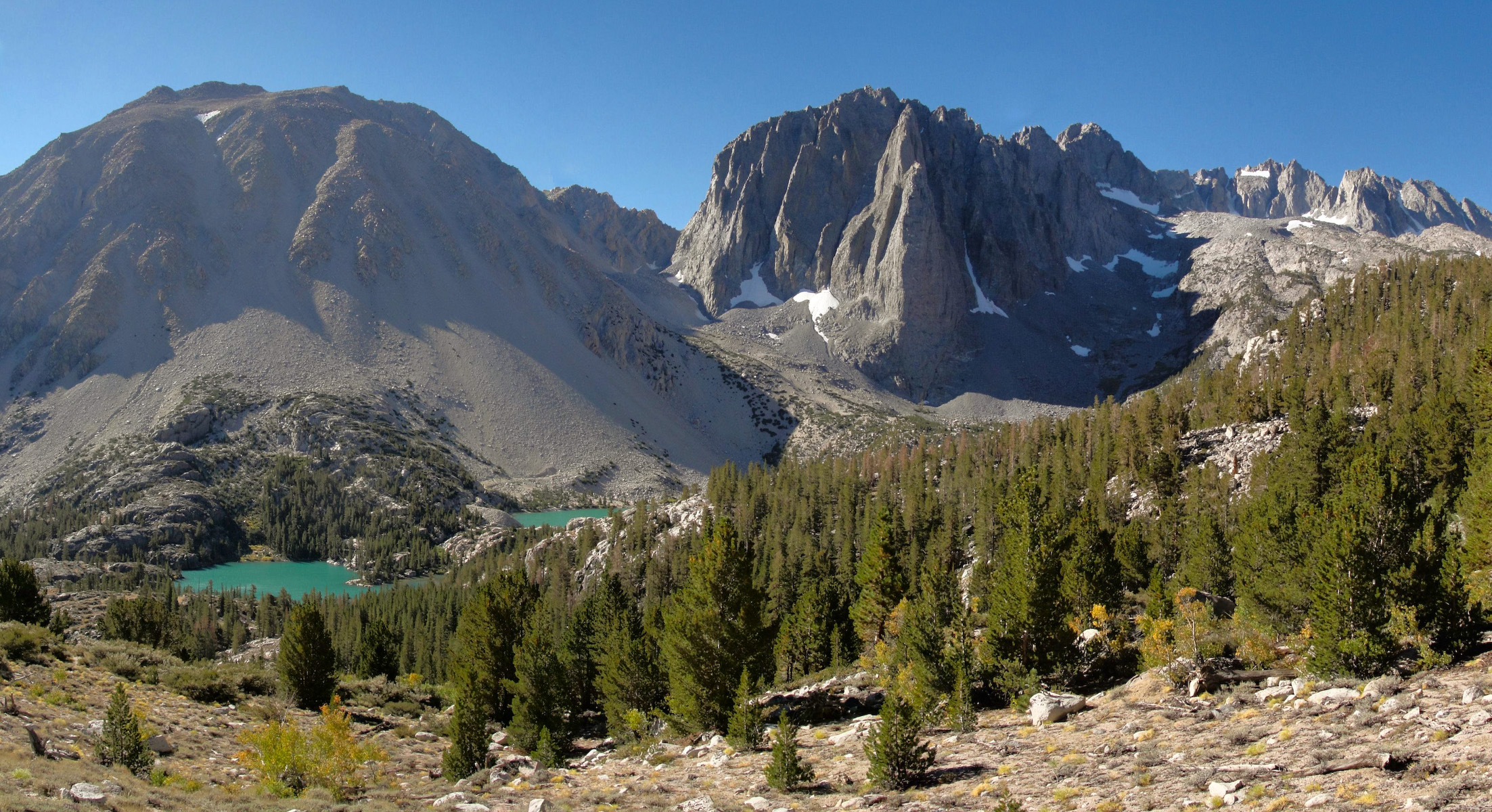
Mount Alice en Temple Crag in de Palisades.

De Palisades of de Palisade Group zijn een reeks bergtoppen in de centrale Sierra Nevada in de Amerikaanse staat Californië. De bergen liggen op de grens tussen Kings Canyon National Park in Fresno County in het westen en de John Muir Wilderness in Inyo County in het oosten. De Palisades bevinden zich grofweg 20 km ten zuidoosten van Big Pine.
Het zijn opvallend steile en ruige bergtoppen, geliefd bij alpinisten. De groep omvat een tiental bergtoppen met naam, waaronder vier independent fourteeners (bergen van meer dan 14.000 voet met een topografische prominentie van minstens 91 meter):
- North Palisade (4.343 m), de vierde berg van Californië
- Mount Sill (4.316 m)
- Split Mountain (4.287 m)
- Middle Palisade (4.273 m)

Op de noordoostelijke flanken van de bergen liggen de gletsjers Palisade Glacier en Middle Palisade Glacier. De langeafstandswandelpaden John Muir Trail en Pacific Crest Trail passeren ten zuidwesten van de Palisades.